# La Para
La Para är en ort i Argentina.   Den ligger i provinsen Córdoba, i den centrala delen av landet, 600 km nordväst om huvudstaden Buenos Aires. La Para ligger 93 meter över havet och antalet invånare är 3 021.
Terrängen runt La Para är mycket platt. Runt La Para är det glesbefolkat, med 8 invånare per kvadratkilometer..
Trakten runt La Para består till största delen av jordbruksmark.